# 強度 (物理)
在物理學中，強度的定義是單位面積下的能量轉換率。在SI制單位下，瓦特每平方公尺（W/m2）。最常用來表示波的強度（例如：音波、光波）。通常指波在一个週期内的能量轉換率。
強度（intensity）一詞不同於“力度、力量強度”（strength）或振幅（amplitude）。
強度也可以被定義為能量密度乘上能量移動的速度；向量运算結果的單位等同於 W/m2。

## 數學描述
如果一個點聲源（光源）於三維空間向四面八方輻射能量，且能量沒有於中途因为被介质吸收或散射而散失，则強度隨著与輻射源距離的增加呈平方反比減弱。此為平方反比定律的一個例子。
如果傳輸功率為定值
{\displaystyle P=\int I\,\cdot dA},
其中 P 是輻射功率， I 是強度，dA 是面微分元素，封閉曲面包围着輻射源。 
若强度 I 在选定的表面上是一个定值，则有（假设选定一个半径为 r 的球面作为积分的曲面）：
{\displaystyle P=|I|\cdot A_{\mathrm {surf} }=|I|\cdot 4\pi r^{2}\,},
即
{\displaystyle |I|={\frac {P}{A_{\mathrm {surf} }}}={\frac {P}{4\pi r^{2}}}}.
如果過程中有阻尼参与，那麼強度随距离的减弱會快于以上的方程。 

任何能够传递能量的东西都有一个相关的“强度”。对于电磁辐射，如果 E 是電場的複數振幅，则电磁波的能量密度的时间平均可由下式给出：
{\displaystyle \left\langle U\right\rangle ={\frac {n^{2}\epsilon _{0}}{2}}|E|^{2}}
强度则是将上式乘上波速 {\displaystyle c/n}：
{\displaystyle I={\frac {cn\epsilon _{0}}{2}}|E|^{2}}
其中 n 表示折射率，{\displaystyle c} 表示真空中的光速，{\displaystyle \epsilon _{0}} 表示真空介电常数.
以上的推导过程不适用于某些场，例如漸逝波。在这些情况下，强度可用坡印廷向量的大小来定义。

## 「強度」定義的轉換
在光度學和輻射度量學中，「強度」有不同的意思，分別是發光或輻射能量每單位立體角。在光學中可能造成混淆，因為強度可以代表輻射強度、發光強度或輻照度，隨著個人使用的習慣而有不同。輻射率有時也會被稱作強度，特別是天文學家和天體物理學家，在熱傳遞的研究也是如此。

## 參閱
- 场强（英语：Field strength）
- 音強
- 光強
- 星等

| 物理量                                       | 符号       | 国际单位制                                         | 單位符號                      | 注释                                     |
| -------------------------------------------- | ---------- | -------------------------------------------------- | ----------------------------- | ---------------------------------------- |
| 輻射出射度（Radiant exitance）               | Me         | 瓦特每平方米                                       | W·m−2                         | 表面出射的辐射通量                       |
| 辐射度（Radiosity）                          | Je or Jeλ  | 瓦特每平方米                                       | W⋅m−2                         | 表面出射及反射的辐射通量总和             |
| 輻射率（Radiance）                           | Le         | 瓦特每球面度每平方米                               | W·sr−1·m−2                    | 每單位立體角每單位投射表面的辐射通量。   |
| 辐射能（Radiant energy）                     | Qe         | 焦耳                                               | J                             | 能量。                                   |
| 辐射能量密度（Radiant energy density）       | ωe         | 焦耳每立方米                                       | J⋅m−3                         |                                          |
| 辐射强度（Radiant intensity）                | Ie         | 瓦特每球面度                                       | W·sr−1                        | 每單位立體角的辐射通量。                 |
| 辐射曝光量（Radiant exposure）               | He         | 焦耳每平方米                                       | J⋅m−2                         |                                          |
| 辐射通量（Radiant flux）                     | Φe         | 瓦特                                               | W                             | 每單位時間的辐射能量，亦作「辐射功率」。 |
| 輻照度（Irradiance）                         | Ee         | 瓦特每平方米                                       | W·m−2                         | 入射表面的辐射通量。                     |
| 光譜辐射出射度（Spectral radiant emittance） | Meλ 或 Meν | 瓦特每立方米 或 瓦特每平方米每赫兹                 | W⋅m−3 or W⋅m−2⋅Hz−1           | 表面出射的辐射通量的波长或频率的分布     |
| 光譜輻射率（Spectral radiance）              | Leλ 或 Leν | 瓦特每球面度每立方米 或 瓦特每球面度每平方米每赫兹 | W⋅sr−1⋅m−3 或 W⋅sr−1⋅m−2⋅Hz−1 | 常用W⋅sr−1⋅m−2⋅nm−1                      |
| 光譜輻照度（Spectral irradiance）            | Eλ 或 Eν   | 瓦特每立方米 或 瓦特每平方米每赫茲                 | W·m−3 或 W·m−2·Hz−1           | 通常測量單位為 W·m−2·nm−1                |
| 光譜功率（Spectral power）                   | Φeλ        | 瓦特每米                                           | W⋅m−1                         | 辐射通量的波长分布                       |
| 光谱强度（Spectral intensity）               | Ieλ        | 瓦特每球面度每米                                   | W⋅sr−1⋅m−1                    | 辐射强度的波长分布                       |